# Rajd Włoch 2006

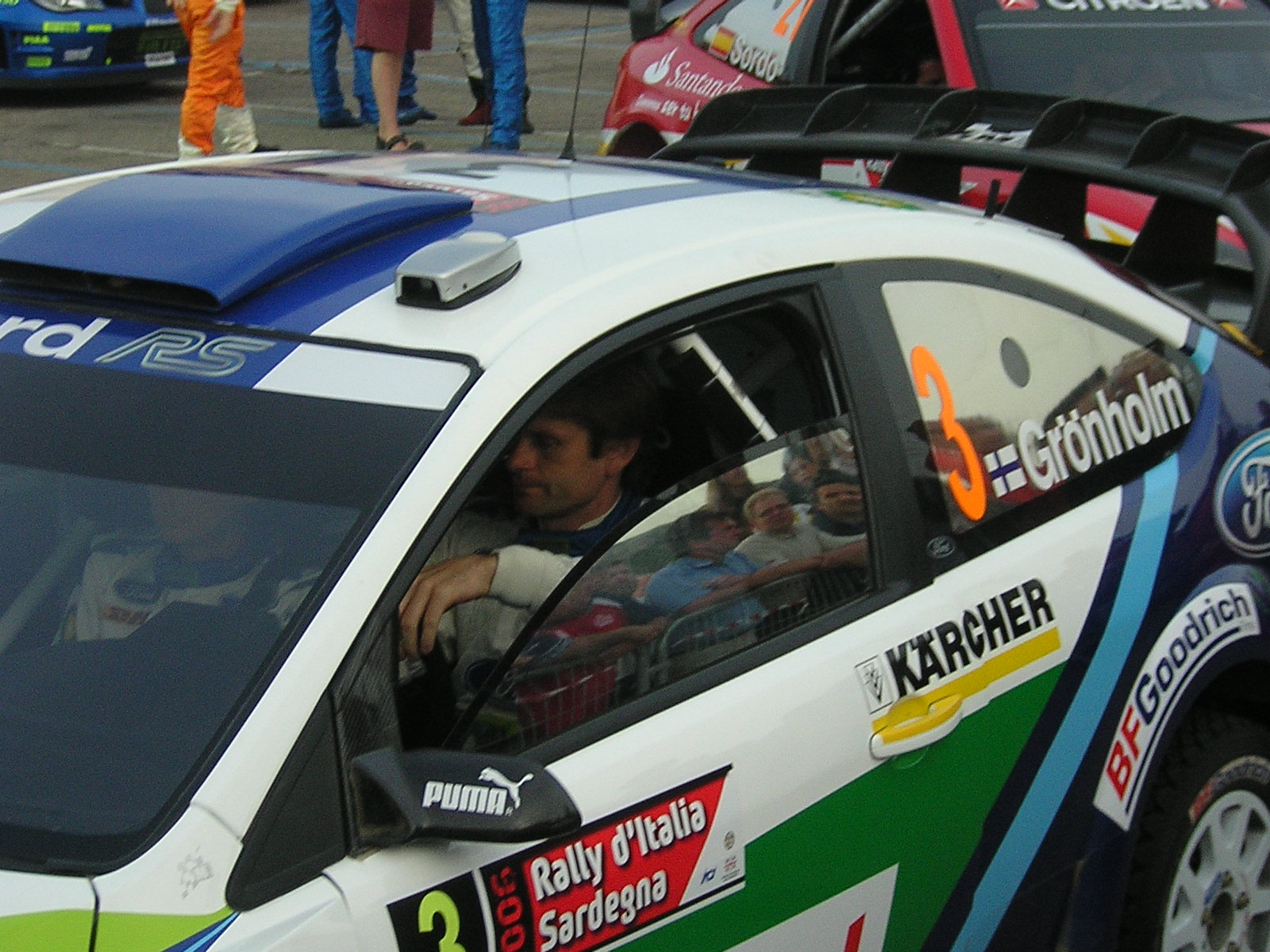
Marcus Gronholm podczas rajdu

Rezultaty Rajdu Sardynii, eliminacji Rajdowych Mistrzostw Świata, w 2006 roku, który odbył się w dniach 19-21 maja:

## Zwycięzcy odcinków specjalnych[1]
| Etap | Data    | OS | Godzina | Nazwa         | Długość  | Zwycięzca       | Czas    | Śred. pręd. | Lider rajdu     |
| ---- | ------- | -- | ------- | ------------- | -------- | --------------- | ------- | ----------- | --------------- |
| 1    | 19 maja | 1  | 8:46    | Terranova 1   | 24,10 km | Marcus Grönholm | 17:06,9 | 84,49 km/h  | Marcus Grönholm |
| 1    | 19 maja | 2  | 9:58    | Onani 1       | 18,47 km | Marcus Grönholm | 12:46,0 | 86,80 km/h  | Marcus Grönholm |
| 1    | 19 maja | 3  | 11:10   | Siniscola 1   | 22,25 km | Marcus Grönholm | 17:29,3 | 76,34 km/h  | Marcus Grönholm |
| 1    | 19 maja | 4  | 14:36   | Terranova 2   | 24,10 km | Sébastien Loeb  | 16:32,4 | 87,42 km/h  | Marcus Grönholm |
| 1    | 19 maja | 5  | 15:48   | Onani 2       | 18,47 km | Sébastien Loeb  | 12:27,4 | 88,96 km/h  | Marcus Grönholm |
| 1    | 19 maja | 6  | 17:00   | Siniscola 2   | 22,25 km | Marcus Grönholm | 17:12,8 | 77,56 km/h  | Marcus Grönholm |
|      |         |    |         |               |          |                 |         |             | Marcus Grönholm |
| 2    | 20 maja | 7  | 9:30    | Loelle 1      | 25,20 km | Marcus Grönholm | 15:30,8 | 97,46 km/h  | Marcus Grönholm |
| 2    | 20 maja | 8  | 10:28   | Monte Lerno 1 | 31,20 km | Sébastien Loeb  | 20:32,8 | 91,11 km/h  | Sébastien Loeb  |
| 2    | 20 maja | 9  | 11:13   | Su Filigosu 1 | 12,28 km | Sébastien Loeb  | 8:17,8  | 88,81 km/h  | Sébastien Loeb  |
| 2    | 20 maja | 10 | 14:40   | Loelle 2      | 25,20 km | Marcus Grönholm | 15:22,3 | 98,36 km/h  | Sébastien Loeb  |
| 2    | 20 maja | 11 | 15:38   | Monte Lerno 2 | 31,20 km | Sébastien Loeb  | 20:12,7 | 92,62 km/h  | Sébastien Loeb  |
| 2    | 20 maja | 12 | 16:23   | Su Filigosu 2 | 12,28 km | Sébastien Loeb  | 8:06,1  | 90,94 km/h  | Sébastien Loeb  |
|      |         |    |         |               |          |                 |         |             | Sébastien Loeb  |
| 3    | 21 maja | 13 | 7:49    | S. Giacomo 1  | 13,46 km | Petter Solberg  | 10:09,3 | 79,53 km/h  | Sébastien Loeb  |
| 3    | 21 maja | 14 | 8:40    | La Prugnola 1 | 9,59 km  | Chris Atkinson  | 4:56,0  | 116,64 km/h | Sébastien Loeb  |
| 3    | 21 maja | 15 | 9:17    | Campovaglio 1 | 15,92 km | Sébastien Loeb  | 10:53,4 | 87,71 km/h  | Sébastien Loeb  |
| 3    | 21 maja | 16 | 10:48   | La Prugnola 2 | 9,59 km  | Petter Solberg  | 4:50,5  | 118,84 km/h | Sébastien Loeb  |
| 3    | 21 maja | 17 | 11:25   | Campovaglio 2 | 15,92 km | Sébastien Loeb  | 10:40,1 | 89,54 km/h  | Sébastien Loeb  |
| 3    | 21 maja | 18 | 12:32   | S. Giacomo 2  | 13,46 km | Jan Kopecký     | 10:09,2 | 79,54 km/h  | Sébastien Loeb  |

## Klasyfikacja rajdu[2]
| Msc.                  | Kierowca                     | Pilot                   | Samochód               | Czas                  | Strata                | Grupa                 | Punkty                |
| Klsayfikacja gneralna | Klsayfikacja gneralna        | Klsayfikacja gneralna   | Klsayfikacja gneralna  | Klsayfikacja gneralna | Klsayfikacja gneralna | Klsayfikacja gneralna | Klsayfikacja gneralna |
| --------------------- | ---------------------------- | ----------------------- | ---------------------- | --------------------- | --------------------- | --------------------- | --------------------- |
| 1                     | Sébastien Loeb               | Daniel Elena            | Citroën Xsara WRC      | 3:54:18.9             | 0.0                   | A8 M                  | 10                    |
| 2                     | Mikko Hirvonen               | Jarmo Lehtinen          | Ford Focus RS WRC 06   | 3:57:00.3             | 2:41.4                | A8 M                  | 8                     |
| 3                     | Daniel Sordo                 | Marc Marti              | Citroën Xsara WRC      | 3:57:46.6             | 3:27.7                | A8                    | 6                     |
| 4                     | Xavier Pons                  | Carlos Del Barrio       | Citroën Xsara WRC      | 3:59:47.2             | 5:28.3                | A8 M                  | 5                     |
| 5                     | Jussi Välimäki               | Jarkko Kalliolepo       | Mitsubishi Lancer WRC  | 4:01:27.7             | 7:08.8                | A8                    | 4                     |
| 6                     | Kristian Sohlberg            | Tomi Tuominen           | Subaru Impreza WRC     | 4:01:55.8             | 7:36.9                | A8                    | 3                     |
| 7                     | Manfred Stohl                | Ilka Minor              | Peugeot 307 WRC        | 4:02:37.3             | 8:18.4                | A8 M                  | 2                     |
| 8                     | François Duval               | Patrick Pivato          | Škoda Fabia WRC        | 4:04:04.7             | 9:45.8                | A8                    | 1                     |
| 9                     | Petter Solberg               | Phil Mills              | Subaru Impreza WRC '06 | 4:04:38.8             | +10:19.9              | A8 M                  |                       |
| 10                    | Chris Atkinson               | Glenn Macneall          | Subaru Impreza WRC '06 | 4:05:22.5             | +11:03.6              | A8 M                  |                       |
|                       |                              |                         |                        |                       |                       |                       |                       |
| 13                    | Andreas Aigner               | Timo Gottschalk         | Škoda Fabia WRC        | 4:15:19.7             | +21:00.8              | A8 M                  |                       |
|                       |                              |                         |                        |                       |                       |                       |                       |
| 20                    | Harri Rovanperä              | Risto Pietiläinen       | Škoda Fabia WRC        | 4:33:16.0             | +38:57.1              | A8 M                  |                       |
|                       |                              |                         |                        |                       |                       |                       |                       |
| 32                    | Michał Kościuszko            | Jarosław Baran          | Suzuki Ignis           | 4:48:25,8             | 54:06,9               | A6                    |                       |
| Klasyfikacja JWRC     |                              |                         |                        |                       |                       |                       |                       |
| 1                     | Patrik Sandell               | Emil Axelsson           | Renault Clio S1600     | 4:26:25.2             | 0.0                   | A6                    | 10                    |
| 2                     | Conrad Rautenbach            | David Senior            | Renault Clio S1600     | 4:31:33.6             | 5:08.4                | A6                    | 8                     |
| 3                     | Urmo Aava                    | Kuldar Sikk             | Suzuki Swift S1600     | 4:32:02.0             | 5:36.8                | A6                    | 6                     |
| 4                     | Szwecja Per-Gunnar Andersson | Szwecja Jonas Andersson | Suzuki Swift S1600     | 4:34:09.2             | 7:44.0                | A6                    | 5                     |
| 5                     | Aaron Burkart                | Tanja Geilhausen        | Citroën C2 S1600       | 4:36:12.2             | 9:47.0                | A6                    | 4                     |
| 6                     | Luca Betti                   | Piercarlo Capolongo     | Renault Clio S1600     | 4:36:39.0             | 10:13.8               | A6                    | 3                     |
| 7                     | Julien Pressac               | Gilles De Turkheim      | Citroën C2 S1600       | 4:37:40.3             | 11:15.1               | A6                    | 2                     |
| 8                     | Guy Wilks                    | Phil Pugh               | Suzuki Swift S1600     | 4:42:36.6             | 16:11.4               | A6                    | 1                     |

1. ↑  Litera M przy oznaczeniu grupy do której należy samochód oznacza, iż tylko ci kierowcy zdobywali punkty dla swoich zespołów liczonych w klasyfikacji producentów na koniec sezonu.

## Nie ukończyli
- Marcus Grönholm  – wycofany
- Henning Solberg  – wycofany
- Kosti Katajamäki  – wycofany
- Gian-Luigi Galli  – wycofany

## Klasyfikacja po 7 rundach
Tabele przedstawiają tylko pięć pierwszych miejsc.

### Kierowcy
| Lp. | Kierowca        | Pkt |
| --- | --------------- | --- |
| 1   | Sébastien Loeb  | 66  |
| 2   | Marcus Grönholm | 35  |
| 3   | Daniel Sordo    | 30  |
| 4   | Manfred Stohl   | 20  |
| 5   | Petter Solberg  | 18  |

### Producenci
| Lp. | Producent                  | Pkt |
| --- | -------------------------- | --- |
| 1   | Kronos Total Citroën WRT   | 85  |
| 2   | BP Ford World Rally Team   | 65  |
| 3   | Subaru World Rally Team    | 58  |
| 4   | OMV Peugeot Norway         | 36  |
| 5   | Stobart VK Ford Rally Team | 15  |